# Tub Annubar
El tub Annubar és un dispositiu de mesura de flux utilitzat en la indústria de processos químics i petroquímics. Es tracta d'un tub cilíndric amb unes escales especials que es col·loca en una corrent de fluid i utilitza la pressió diferencial per mesurar el flux volumètric a través del tub. El tub Annubar es fa servir comunament en instal·lacions de processos químics i petroquímiques per mesurar el flux de fluids a través de conductes o tanques. També es pot fer servir en altres aplicacions, com ara en la mesura del flux d'aire en sistemes de ventilació.
El tub Annubar és un tipus específic de tub Pitot que utilitza una sèrie d'obertures al llarg del seu longitud en lloc d'una sola obertura. Aquest disseny permet mesurar la pressió diferencial a diferents punts al llarg del tub, cosa que facilita la determinació del flux volumètric a través del tub. En general, el tub Annubar es considera més precís que el tub Pitot en la mesura del flux volumètric, ja que es pot ajustar millor a la geometria del corrent de fluid. No obstant, el tub Pitot és més fàcil de instal·lar i pot ser més adequat per a aplicacions on la precisió no és tan important.